# Thomas Randall (tir à l'arc)
Pour les articles homonymes, voir Thomas Randall et Randall.
Thomas Randall, né le 15 mars 1978, est un archer français.

## Carrière
Il remporte le titre mondial en arc à poulies par équipes aux Championnats du monde de tir à l'arc 1995 à Jakarta.